# 黄乐
黄乐（1977年9月10日—），河南郑州人，中华人民共和国退役的男子跳远运动员，来自中国解放军队。13岁时进入北京体育大学竞技体校。1995年入选国家田径集训队，教练冯树勇。他在2002年亚洲锦标赛上夺得铜牌。他的个人最好成绩是8.21米，是在他赢得萨格勒布的1999年世界军人运动会冠军时创下的。
他是跳远名将黄庚的胞弟，生于体育之家，父母都是田径教练。

## 战绩
| 年        | 賽事           | 舉辦城市       | 名次             | 記錄                   |
| 代表 中国 | 代表 中国      | 代表 中国      | 代表 中国        | 代表 中国              |
| --------- | -------------- | -------------- | ---------------- | ---------------------- |
| 1996      | 世界青年锦标赛 | 澳大利亚悉尼   | 第15名（资格赛） | 7.43 m (风速:+0.1 m/s) |
| 1996      | 亚洲青年锦标赛 | 印度新德里     | 第1名            | 7.68 m                 |
| 1999      | 世界锦标赛     | 西班牙塞维利亚 | 第6名            | 8.01 m                 |
| 2001      | 东亚运动会     | 日本大阪       | 第3名            | 7.77 m                 |
| 2002      | 亚洲锦标赛     | 斯里兰卡科伦坡 | 第3名            | 7.91 m (w)             |
| 2002      | 亚洲运动会     | 韩国釜山       | 第4名            | 7.75 m                 |
| 2003      | 世界大学运动会 | 韩国大邱       | 第7名            | 7.78 m                 |

## 外部連結
- 黄乐在的頁面